# پادفیوز
پادفیوز یک افزاره الکتریکی است که عملکردی برعکس فیوز را انجام می‌دهد. در حالی که فیوز با مقاومت کم شروع به کار می‌کند و برای شکستن دائمی یک مسیر رسانشی الکتریکی طراحی شده‌است (معمولاً زمانی که جریان عبوری از مسیر از حد مشخص شده تجاوز می‌کند)، پادفیوز با مقاومت بالا شروع می‌شود و برنامه‌ریزی آن را به یک رسانای الکتریکی دائمی تبدیل می‌کند. مسیر (معمولاً زمانی که ولتاژ پادفیوز از یک سطح معین بیشتر می‌شود). این فناوری کاربردهای زیادی دارد.

## چراغ‌های درخت کریسمس
آنتی فیوزها بیشتر به دلیل استفاده در چراغ‌های درخت کریسمس با ولتاژ-پایین سبک چراغ-کوچک (یا مینیاتوری) شناخته می‌شوند.

## پادفیوزها در مدارهای مجتمع
پادفیوزها به‌طور گسترده‌ای برای برنامه‌ریزی دائمی مدارهای مجتمع (IC) استفاده می‌شوند.
پادفیوزها ممکن است در حافظه فقط-خواندنی قابل‌برنامه‌ریزی (PROM) استفاده شوند. هر بیت حاوی یک فیوز و یک پادفیوز است و با چکاندن (به انگلیسی: triggering) یکی از این دو برنامه‌ریزی می‌شود. این برنامه‌ریزی که پس از ساخت انجام می‌شود، دائمی و غیرقابل‌برگشت است.

### آنتی فیوزهای دی الکتریک
پادفیوزهای دی‌الکتریک از یک سد اکسیدی بسیار نازک بین یک جفت رسانا استفاده می‌کنند. تشکیل کانال رسانا توسط یک شکست دی‌الکتریک که توسط یک پالس ولتاژ-بالا ایجاد می‌شود، انجام می‌شود. پادفیوزهای دی‌الکتریک معمولاً در فرآیندهای سیماس و بای‌سیماس استفاده می‌شوند زیرا ضخامت لایه اکسید مورد نیاز کمتر از آنهایی است که در فرآیندهای دوقطبی موجود است.

### پادفیوز زنری
دیودهای زنر می‌توانند به عنوان پادفیوز استفاده شوند. پیوند پی-ان که به عنوان چنین دیودی عمل می‌کند با یک اسپایک جریان بیش از حد بارگذاری و بیش از حد گرم می‌شود. در دمای بالای ۱۰۰ درجه سانتی گراد و چگالی جریان بالاتر از 105 A/cm2 فلزپوشانش (به انگلیسی: metallization) تحت مهاجرت الکتریکی قرار می‌گیرد و از طریق محل پیوند اسپایک‌هایی ایجاد می‌کند که آن را اتصال‌کوتاه می‌کند. این فرایند در صنعت با نام زنر کوب یا زنر زاپ شناخته می‌شود.

## روشنایی خیابان (منسوخ شده)
به روشی مشابه با چراغ‌های درخت کریسمس، قبل از ظهور لامپ‌های تخلیه با چگالی-بالا، مدارهای روشنایی معابر با استفاده از لامپ‌های رشته‌ای اغلب به عنوان مدارهای سری ولتاژ-بالا کار می‌کردند. هر لامپ خیابانی جداگانه مجهز به یک پوسته جریان‌بُر بود.